# Gauliga Südhannover-Braunschweig 1942/43
Die Gauliga Südhannover-Braunschweig 1942/43 war die erste Spielzeit der Gauliga Südhannover-Braunschweig des Fachamtes Fußball. Sie entstand neben der Gauliga Weser-Ems als kriegsbedingte Aufteilung der ehemaligen Gauliga Niedersachsen. Die Gauliga Südhannover-Braunschweig wurde in dieser Saison mit zehn Mannschaften im Rundenturnier ausgespielt. Die Gaumeisterschaft sicherte sich Eintracht Braunschweig und qualifizierte sich dadurch für die deutsche Fußballmeisterschaft 1942/43. Dort erreichten die Braunschweiger nach einem 5:1-Heimsieg gegen den SC Victoria Hamburg das Achtelfinale, bei dem sie auswärts gegen den späteren Gewinner dieser Fußballmeisterschaft, Dresdner SC, mit 0:4 verloren und somit ausschieden.

## Abschlusstabelle
| Pl. | Verein                      | Sp. | S  | U | N  | Tore    | Quote | Punkte |
| --- | --------------------------- | --- | -- | - | -- | ------- | ----- | ------ |
| 1.  | Eintracht Braunschweig      | 18  | 17 | 1 | 0  | 146:200 | 7,30  | 35:10  |
| 2.  | WSV Nebeltruppe Celle A (N) | 18  | 13 | 0 | 5  | 087:510 | 1,71  | 26:10  |
| 3.  | SV Arminia Hannover         | 17  | 11 | 1 | 5  | 062:390 | 1,59  | 23:11  |
| 4.  | SpVgg Hildesheim 07 (N)     | 18  | 11 | 0 | 7  | 054:560 | 0,96  | 22:14  |
| 5.  | Hannover 96                 | 17  | 7  | 4 | 6  | 052:420 | 1,24  | 18:16  |
| 6.  | SV Linden 07                | 18  | 6  | 3 | 9  | 068:680 | 1,00  | 15:21  |
| 7.  | LSV Wolfenbüttel            | 15  | 6  | 0 | 9  | 027:430 | 0,63  | 12:18  |
| 8.  | SVG Göttingen 07 (N)        | 18  | 5  | 0 | 13 | 023:700 | 0,33  | 10:26  |
| 9.  | Eintracht Hannover (N)      | 18  | 3  | 2 | 13 | 026:710 | 0,37  | 08:28  |
| 10. | 1. SC Göttingen 05          | 17  | 2  | 1 | 14 | 028:113 | 0,25  | 05:29  |

| (N) | Aufsteiger aus der Bezirksliga |

## Aufstiegsrunde

### Gruppe A
| Platz | Verein                      | Spiele | Tore  | Quote | Punkte |
| ----- | --------------------------- | ------ | ----- | ----- | ------ |
| 1.    | SpVg Hannover 97            | 6      | 20:60 | 3,33  | 11:10  |
| 2.    | MSV Lüneburg                | 6      | 21:11 | 1,91  | 06:60  |
| 3.    | WSG Verden                  | 6      | 11:22 | 0,50  | 06:60  |
| 4.    | WKG VW Stadt des KdF-Wagens | 6      | 11:23 | 0,48  | 02:10  |

### Gruppe B
| Platz | Verein               | Spiele | Tore  | Quote | Punkte |
| ----- | -------------------- | ------ | ----- | ----- | ------ |
| 1.    | VfB Braunschweig     | 6      | 43:14 | 3,07  | 10:20  |
| 2.    | Concordia Hildesheim | 6      | 27:23 | 1,17  | 07:50  |
| 3.    | MTV Goslar           | 5      | 20:17 | 1,18  | 05:50  |
| 4.    | FC Grone             | 5      | 06:42 | 0,14  | 00:10  |